# Sipalolasma bicalcarata
Sipalolasma bicalcarata är en spindelart som först beskrevs av Simon 1904.  Sipalolasma bicalcarata ingår i släktet Sipalolasma och familjen Barychelidae.
Artens utbredningsområde är Etiopien. Inga underarter finns listade i Catalogue of Life.